# Ferenc Gyulay (1674-1728)
Ferenc Gyulay Maros Németh und Nádaska (Tornanádaska, 11 agosto 1674 – Mantova, 18 ottobre 1728) è stato un generale austriaco di origini ungheresi.
Fu padre del generale Sámuel Gyulay, nonno dei feldmarescialli Ignác e Albert Gyulay nonché bisnonno del feldmaresciallo e governatore del regno Lombardo-Veneto, Ferenc Gyulay.

## Biografia
Ferenc Gyulay nacque nel castello di Tornanádaska, unico figlio del conte Ferenc Gyulay e della sua prima moglie, Klara Barakonyi. Suo padre aveva ottenuto il titolo baronale nel 1694 e poi quello di conte nel 1704 per mano dell'imperatore Leopoldo I. Suo nonno materno, Ferenc Barakonyi (1611 - 1675), era uno dei nobili più influenti dell'Alta Ungheria e fu un celebre poeta della sua epoca, in lingua ungherese. La madre di Ferenc morì giovane e suo padre si risposò con la contessa Maria Kapy di Kapuvár, dalla quale ebbe altri due figli, István e Katalin.
Il giovane Ferenc Gyulay iniziò la propria carriera militare all'età di 29 anni nel 1703. Venne successivamente nominato tenente colonnello e militò nel reggimento Bagossy Hajdu col quale prese parte, dal 1703 al 1704, alla guerra di successione spagnola, nel teatro di guerra italiano. Caduto prigioniero dei francesi il 29 settembre 1704, venne liberato solo alla fine del 1706. Nel 1707, tornato in servizio, venne promosso colonnello e successivamente divenne comandante del reggimento Bagossy a Rákóczi; tornò a combattere in Italia, raggiungendo il grado di maggiore generale nel 1716 e poi quello di tenente generale nel 1723. Durante questi anni, redasse un diario della campagna militare in Italia che ancora oggi rappresenta un importante documento storico dell'epoca per meglio comprendere lo svolgimento dei fatti.

## Matrimonio e figli
Ferenc Gyulay si sposò l'11 giugno 1709 a San Pietroburgo con la diciannovenne contessa Bánffy di Losoncz, figlia del governatore George Bánffy e di sua moglie, Klara Bethlen. La coppia ebbe in tutto dieci figli, ma solo quattro di loro raggiunsero l'età adulta:
- Klára (n. Vienna, 11 aprile 1710), sposò il conte di Bethlen
- Ferenc (n. Mantova, 16 ottobre 1715)
- Catherine (n. Mantova, 24 febbraio 1717)
- Sámuel, tenente generale (Nádaska, 18 luglio 1723 - Bereni, 24 aprile 1802), sposò la baronessa Anna Bornemisza.